# Epocalismo
O epocalismo é uma atitude de respeito pelo espírito progressista da época e pelo avanço social e tecnológico, que foi contrastado por Clifford Geertz com o que ele chamou de valorização (essencialista) dos valores tradicionais. Ele via esta distinção como uma polaridade social central que permeia as nações em desenvolvimento.
Mais amplamente, o termo usado tem sido usado para descrever a crença pós-fordista e pós-moderna de que a era ou época atual representa uma ruptura fundamental e clara com o passado; é algo único na história da humanidade; e devido a esta mudança radical, as regras anteriores não serão mais aplicáveis.

## Polaridades nas economias emergentes
O epocalismo no mundo em desenvolvimento pode ser visto puramente como uma força progressista, favorecendo o movimento em direcção à secularização e ao avanço industrial, em oposição a um regresso regressivo aos valores tradicionais da comunidade e da Gemeinschaft. No entanto, na prática, a situação é provavelmente mais complicada: as lutas nacionalistas pela independência têm frequentemente apoiado apelos essencialistas a comunidades étnicas e práticas culturais autênticas, bem como ao epocalismo, a fim de se libertarem da dependência de um Ocidente modelo/controle ocidental.

## Epicalismo da Internet
A rápida ascensão da World Wide Web levou muitos digitais a vê-la como um fenómeno humano sem precedentes, totalmente divorciado de todas as experiências passadas. Evgeny Morozov usou o termo epocalismo para descrever a crença predominante no século 21 de que "estamos vivendo em tempos verdadeiramente excepcionais - uma falácia intelectual que chamo de 'epocalismo'".  Avanços tecnológicos anteriores, como a era das ferrovias ou a era da radiodifusão, fizeram, é claro, reivindicações muito semelhantes; e A. E. Housman, um século antes, havia denunciado a mente "que não comanda nenhuma visão do passado ou do futuro, mas acredita que a moda do presente, ao contrário de todas as modas até agora, durará perpetuamente".
A modernidade tardia, no entanto, com a sua redução da consciência dos intervalos de tempo e o seu foco no presente, torna a miopia do epocalismo - com o que Morozov viu como o seu fetichismo sombrio das soluções baseadas na Internet - uma cada vez mais postura intelectual plausível.